# Dysmachus fuscipennis
Dysmachus fuscipennis är en tvåvingeart som först beskrevs av Johann Wilhelm Meigen 1820.  Dysmachus fuscipennis ingår i släktet Dysmachus och familjen rovflugor. Inga underarter finns listade i Catalogue of Life.

## Bildgalleri

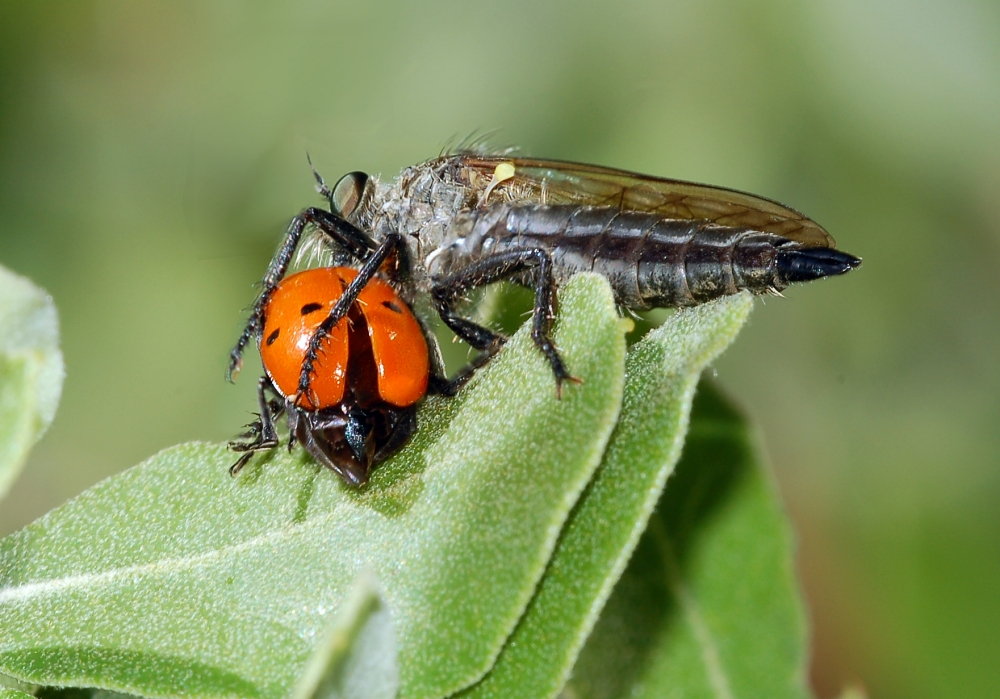
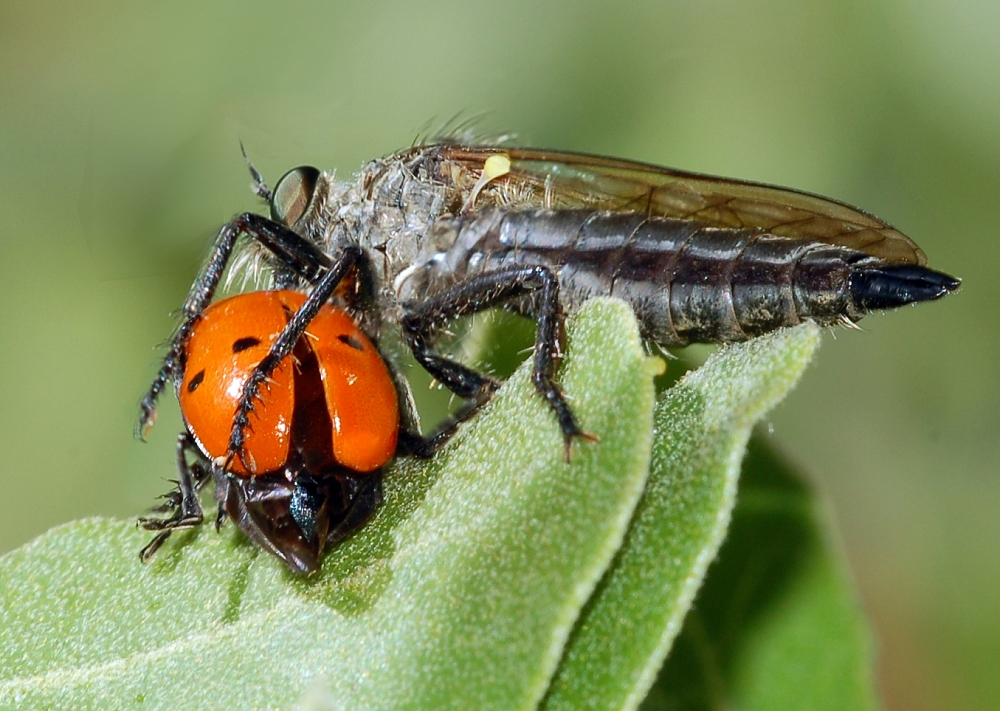